# Ancient Rites
Ancient Rites – belgijski zespół blackmetalowy powstały w 1988 roku.

## Muzycy
| Obecny skład zespołu - Domingo Smets – gitara basowa, instrumenty klawiszowe - Davy Wouters – instrumenty klawiszowe - Gunther Theys – gitara basowa, śpiew - Walter Van Cortenberg – perkusja - Erik Sprooten – gitara Muzycy sesyjni - Raf Corten – instrumenty klawiszowe |  | Byli członkowie zespołu - Guido (zmarły) – gitara - Wattie – gitara basowa - Philip Bollengier (zmarły) – gitara - Stefan (zmarły) – perkusja - Johan – gitara - Pascal – gitara - Franky – gitara - Bart Vandereycken – gitara - Raf Jansen – gitara - Jan "Örkki" Yrlund – gitara - Oliver Phillips – instrumenty klawiszowe |

## Dyskografia
| Albumy - Evil Prevails... (EP, 1992) - The Diabolic Serenades (1994) - Blasfemia Eternal (1996) - Fatherland (1998) - Dim Carcosa (2001) - Rubicon (2006) Albumy koncertowe - Scenes of Splendour (2001, VHS) - And the Hordes Stood as One (2003, DVD/CD) | Dema - Dark Ritual (1990) - Promo 1992 (1992) - Promo'94 (1994) - Fatherland (1998) Splity - Longing for the Ancient Kingdom II / Counterparts (1992, split z Renaissance) - Uncanny / Ancient Rites (1993, split z Uncanny) - Thou Art Lord / Ancient Rites (1992, split z Thou Art Lord) - Scared by Darkwinds / Longing for the Ancient Kingdom II (1994, split z Enthroned) - The First Decade 1989-1999 (1999) |